# Піні Захаві
Піні Захаві (івр. ‏‏פיני זהבי‎‎; нар. 24 серпня 1943, Нес-Ціона, Ізраїль) — ізраїльський футбольний агент. Захаві брав участь у деяких великих угодах щодо переходів відомих гравців між найбільшими клубами світу та вважається одним із важливих агентів у галузі. Влітку 2017 року Захаві був причетний до найдорожчого трансферу в історії футболу — переходу Неймара до «Парі Сен-Жермен».
Перший трансфер, в якому брав участь Захаві, було здійснено 1979 року, під час якого Аві Коен перейшов із «Маккабі Тель-Авів» до «Ліверпуля» за 200 000 фунтів стерлінгів. У 1990 році Захаві брав участь у переході Роні Розенталя зі Стандарт Льєж до Ліверпуля, який тоді тренував Далгліш.
Захаві брав участь у переході Ріо Фердинанда з Вест Хем Юнайтед до Лідс Юнайтед у 2000 році за 18 мільйонів фунтів стерлінгів, а через два роки перехід того ж гравця в Манчестер Юнайтед за 30 мільйонів фунтів стерлінгів. Комісія Зехаві за тією ж угодою склала 1 130 000 фунтів стерлінгів. На той час Захаві брав участь майже у всіх великих трансферах «Манчестер Юнайтед», таких як перехід Япа Стама до «Лаціо» за 16,5 млн фунтів стерлінгів у 2001 році або перехід Хуана Себастьяна Верона у зворотному напрямку за 28,1 млн фунтів стерлінгів в тому ж році.
У 2003 році Захаві брав активну участь у поглинанні Романом Абрамовичем «Челсі» та у підписанні великої кількості видатних зірок у свої лави. Захаві, якого вважають наближеним до Абрамовича, заробив, за підрахунками, на трансферах Челсі близько п'яти мільйонів фунтів стерлінгів, що влітку того ж року склало 111 мільйонів фунтів.
У 2006 році Захаві брав участь у придбанні Портсмута Олександром Гайдамаком, сином Аркадія Гайдамака після того, як допоміг батькові придбати «Бейтар Єрусалим».
У 2017 році Захаві був однією з осіб, відповідальних за перехід Неймара з «Барселони» до «Парі Сен-Жермен» у рамках загальної угоди, яка коштувала приблизно 500 мільйонів євро, а лише оплата за перехід склала 222 мільйони євро. Між ним та батьком футболіста (він же його агент) відбулося кілька зустрічей, зокрема, зустріч за кілька місяців до закриття того, що вважалося найдорожчим трансфером футболіста за весь час.
Захаві брав участь у переході Карлоса Тевеса та Хав'єра Маскерано Корінтіанс з Бразилії до Вест Гем Юнайтед.
Захаві разом з Елі Езуром є співвласником компанії Charlton, яка має права на мовлення в Ізраїлі різних спортивних трансляцій. Він також володіє часткою в аргентинській автоспортивній компанії.